# TVR
TVR (ティーブイアール、TVR Motors Company）は、イギリスの自動車メーカーのひとつであり、イギリスのスポーツカーブランドのひとつ。

## 概要
1947年にトレバー・ウィルキンソン（Trevor Wilkinson〈1923 - 2008〉）が、イギリス・ブラックプールにて創業した。ライトウェイトスポーツカーの製造を特徴とし、1990年代には同国で最大の独立したスポーツカー・メーカーとなっていたが、1970年代以前は小さなコーチビルダーに過ぎなかった。
1981年に同社を買収したピーター・ウィラー（ Peter Wheeler〈1944 - 2009）の手腕により、1990年代には2代目グリフィス（グリフィス500）、キミーラと、立て続けに成功作を生み出し、エンジンを自社で製造するまでに至った。
50年以上の歴史の中でTVRは、「スポーツカーは大馬力で軽量であればそれでいい」という思想のもとに、マルチチューブラーフレームに軽いFRPボディを被せた軽量ハイパワーなFR車を作り続けてきた。TVRの乗用車には、 エアバッグ、ABS、TCS等の安全装備や電子デバイスは一切搭載されなかった。一方で、製造される自動車は、高性能である割に廉価（日本では新車の乗り出し価格は、ほとんどのモデルで1000万円以上）である反面、信頼性に問題があると評される。
2004年にロシア人実業家に買収され、座席やメーターパネルの製造まで自社内でまかなうという旧来の方針は改められようとしていた。しかし、それ以降の会社経営は混乱に陥って販売は激減し、2006年12月には経営破綻した。2013年に経営者が代わって再建され、2017年には久々の新型車となる3代目グリフィスが発表されたものの、資金調達やコロナ禍などの問題から、デリバリーは2023年以降になると見られている。

## 歴史

### 創業まで
TVRの創始者となるトレバー・ウィルキンソンは、1937年14歳の時で学校を退学、地元ブラックプールの自動車屋に弟子入りして働き始めた。1946年、トレバーが23歳の時に、彼は郊外にある修理工場を改装して「Trevcar Engineering」を開業する。当時、家族は彼の新しい試みに乗り気ではなかったが、息子の熱意に押されて、ついに父親が修理工場の設置に伴う費用のほとんどを出資して工場が完成する。
ウィルキンソンは自身の経験を生かして既存のシャーシを使用した特別車を作り始める。当初の主な収入源は自動車修理とディーラー業であった。

### トレバー・ウィルキンソン時代
1947年にウィルキンソンは、パートタイムとして夜と週末のみ働いていたジャック・ピッカードを最初の従業員として雇用し、会社名をTVR Engineeringと改めた。軍のトラックの修理によって、安定した収入を得るようになった。
2年後、会社の経営が軌道に乗ったと判断したウィルキンソンは初めてTVR独自のシャーシの開発に着手する。彼もジャックも自動車工学の経験がそれほどなかったために、プロジェクトの完成までにはかなりの時間が費やされた。しかしながら、この時点でも主な収入源は機械の製作であった。
鋼鉄のパイプが枠組みされたシャーシが完成したところでテスト走行が行われたが、最初のテスト走行ではクルマは木にぶつかってやっと止まるといった状態だった。再び改良が加えられ、まともなブレーキが取り付けられた。ボディワークを手がけるためにレス・デールが雇用され、最初のTVR車輛が完成した。形は古くさく、製造者達はがっかりしたが、この車輛はウィルキンソンのいとこが購入し、車輛の完成前に次の顧客はすでに決定していた。この時点までは彼らの仕事はまだ趣味の域を出ないものだった。
その後もほとんど受注生産のワンオフモデルばかりで、生産量が増え出したのは1958年の「グランチュラ」の製造以降である。グランチュラはF1マシン、ロータス25にも搭載された名機、コヴェントリー・クライマックスを搭載したFRPボディの安価な軽量スポーツカーとして人気を博した。その後1963年にさらに過激な「グリフィス」を発表したが、その後経営が悪化、1965年にマーティン・リリーへとその経営が引き継がれた。

### マーティン・リリー時代
リリーはその後、「タスカン」、「ビクセン」、「Mシリーズ」といったモデルを送り出し、年間生産台数400台を超えるメーカーへと成長させた。
しかし1980年に発売した「タスミン」が不評で、経営が悪化した。これによりリリーはTVRの経営権を手放すことになった。

### ピーター・ウィラー時代
そこで登場したのがピーター・ウィラーである。彼は1981年に経営権を手に入れ、不評であったタスミンにバリエーション（TVR初のコンバーチブル、4シーターなど）を追加し、エンジンを創業当時から長らく搭載してきたフォードV8からローバーV8に変更し、シャーシを細くすることによって軽量化した。
その後1986年にはSシリーズを発表、年間生産台数は700台を超えた。更に1990年に「グリフィス」、1992年には「キミーラ」を発表した。キミーラの独特かつオーソドックス（特にフロントマスク）なデザインは好評で、TVR史上最も売れた車種となった。
1994年にはバックヤードビルダーとしては常識外の自社製V8エンジン「AJP8」を開発、それを搭載する「サーブラウ」を発表する。その後1996年に「Speed Twelve」、「Speed Six」と次々に自社製エンジンを開発、それらを搭載したタスカンを1998年に、タモーラを2001年に発表した。

### ニコライ・スモレンスキー時代
2004年TVRは当時24歳であったロシア人の富豪であり実業家、ニコライ・スモレンスキーによって買収された。
スモレンスキーはそれまでの、ほとんどすべてのパーツを自社で作って組み立てるという方針を改め、イギリス国外でパーツを作って、効率よく量産することを考えた。さらに製造部門と販売部門を分割し、出荷前のチェックを厳しく行うようになった。そのうえ、新車購入後2年間の完全保証制度を導入した。2005年にはT350の後継車、サガリスを発表した。

#### 混乱と経営破綻
2006年、TVRではそれまで週12台程度だった生産台数が、週にわずか2台程度までに落ち込んでおり、71人の従業員が一時解雇された。同社が生産拠点を創業地であるブラックプールから、英国外の欧州へ移転するとの憶測が強まっていたが、同年10月には同国での生産中止の方針が決定したと報じられた。その翌々月、クリスマスの直前にTVRは事実上倒産、300人の従業員が解雇された。
しかしながら2007年2月、会社再建手続きによる競売において、TVRを落札したのはスモレンスキーの会社であった。この結果、TVRブランド、在庫車、資産や生産設備などの全てがスモレンスキーに買い戻されることとなり、労働組合は強く反発した。その後、スモレンスキーは、ブラックプールでの生産再開のつもりがないことを明言した。
2007年には、ランカシャーのWeshamにある新たな拠点で、生産の停止したサガリスを「サガリス2」として再発売し、最終的には2008年までに年2000台の販売台数を目指す計画があった。しかし結局販売は再開されなかった。
2008年8月にコヴェントリーのTVRサービス工場で火災が発生、少なくとも7台のTVR車が焼失した。
2011年にも再建計画が報じられ、その際にはロゴの意匠の変更も計画されていたが、最終的には実現しなかった。

#### 再建の動き
2013年6月6日、スモレンスキーはTVRの所有権をレス・エドガーに売却したと発表した。レス・エドガーはかつて存在したイギリスのゲーム開発会社である「ブルフロッグ」の創業者のひとりで、アストンマーティンのGTレース復活に貢献し、自動車業界にも精通している。
オートカー誌のインタビューにおいて、エドガーは2年後をめどに復活を計画していると語った。また彼は「トップ・ギア」のインタビューにおいて、「ブランドのイギリスらしさがカギとなる」、「我々はこの素晴らしいブランドを消滅させたり、海外に流出させたりしてはいけない。まずはかつてのTVRを取り戻す」と語っており、TVRの復活において大きなプランがあることを明かしている。
2014年2月時点ではTVRの公式サイトは工事中であった。しかしエドガーによる復活の動きを受けて「THUNDEROUS NEWS！ The distant rumble of rumour has turned to thunder and TVR is back in Britain！」（ビッグニュース！　TVRが英国に帰ってきた！）と表示されている。なお、スモレンスキー時代に変更が計画されたロゴは変更前のものに戻されている。

### 再建
2015年6月には、元ブラバム・マクラーレンのデザイナーとして知られるゴードン・マレーの事務所にデザインを依頼した新型車を2017年に発表予定であること、また同車でル・マン24時間レースへの参戦計画があることが明らかになった。
エンジンはコスワース製のV型8気筒をフロントミッドシップに搭載し、同一プラットフォームによる2つの異なる車種を製造する予定とされた。その後2017年には新型「グリフィス」が発表され、同時に2018年から新しい工場にて生産が始まり、2019年に納車が始まると発表された。
2018年4月、FIA 世界耐久選手権に参戦するレベリオン・レーシングとの提携を発表した。
2022年7月、2024年からグリフィスの量産を本格的に開始し、その半年後にグリフィスのEV仕様、電動セダンと電動SUVの新モデルを量産化する計画を発表した。しかし2023年末時点でも量産開始の見込みが立っておらず、2023年12月にはグリフィスを生産する予定だったブライナイ・グエントの工場用地の権利を失った。

## 車種一覧
- グランチュラ
- グリフィス200/400
- タスカンV8/V6
- ビクセン
- Mシリーズ
- タイマー
- 3000S
- タスミン
- 280i
- 350i
- 350SX
- 350SE
- 390SE
- 400SE
- 400SX
- 420SE
- 420SEAC
- 450SE
- 450SEAC
- Sシリーズ
- グリフィス
- タスカン
- キミーラ
- サーブラウ
- タモーラ
- T350c/t
- タイフーン
- サガリス

### その他の車種
- サーブラウ スピード12

## 日本での販売
1986年から1988年まで、チェッカーモータースが正規輸入代理店であった。その後2001年までは愛知県岡崎市のTVRジャパンであったが、2002年には名古屋市のオートトレーディングルフトジャパンが輸入権を取得し、輸入販売を行なった。

## その他
- 社名は創業者、トレバー・ウィルキンソンの名前「Trevor」の子音3文字にちなんでいる。
- ウィルキンソンは2008年6月6日、自宅近くメノルカ島の病院にて85歳で死去した。[15]